# Martin Vinazer
Martin Vinazer (Ortisei, 1674 – Ortisei, 1744) è stato uno scultore austriaco.
Scultore della Val Gardena, membro della conosciuta famiglia di artisti Vinazer. Dopo la famiglia Trebinger questa dinastia di artisti ha creato le basi dell'arte della scultura del legno in Val Gardena.

## Biografia
Martin nacque come figlio più giovane dello scultore Melchior nel maso Pescosta a Ortisei. Dopo la prima formazione nel laboratorio di famiglia con il fratello maggiore Baldasar, egli soggiornò per otto anni a Venezia e Roma, come risulta da una sua intercessione al magistrato di Bolzano per essere accettato come cittadino di codesta città.

## Opere

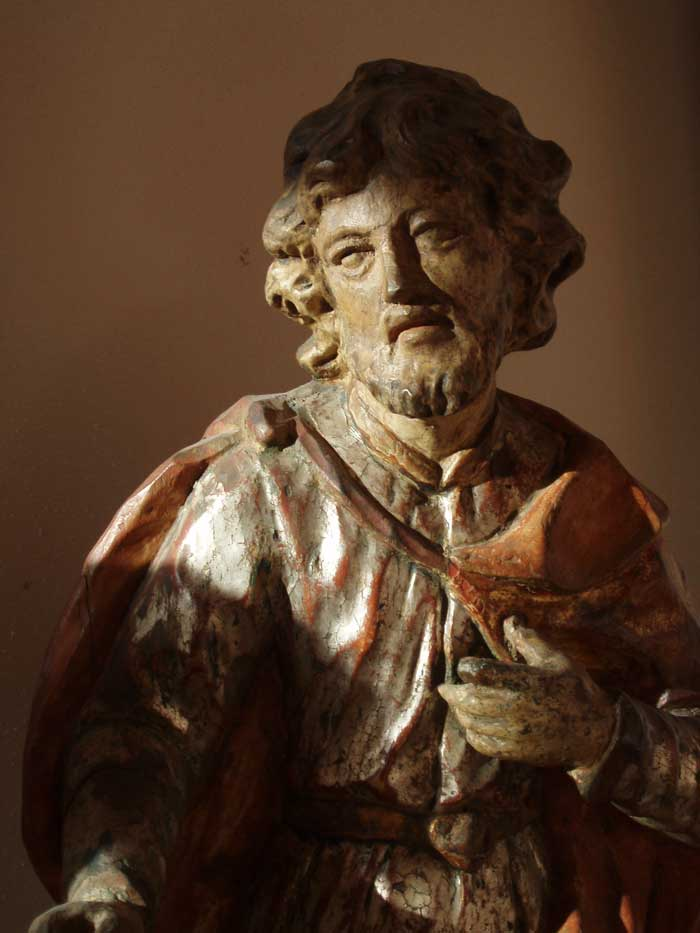
Opera tardiva del 1742

Assieme al fratello Dominikus Vinazer (*1666 - †1736) creò molti altari a Bolzano e nella Valle Isarco.
Opere importanti di Martin Vinazer sono conservate nel Museo della Val Gardena, nel Museo Civico di Chiusa, nel Museo diocesano di Bressanone e nel Museo per l'Arte Popolare di Vienna. Altre opere sono esposte in molte chiese dell'Alto Adige, fra cui busti reliquari del 1715 nella via Novacella a Bolzano, una statua nel Castel Sumersberg di Gudon, statue degli apostoli san Pietro e san Paolo sull'altare principale della chiesa parrocchiale di Castelrotto,  una statua di san Nepomuceno a Bolzano ed infine un Cristo nella chiesa parrocchiale di Chiusa. A Pieve Tesino in Valsugana nella Chiesa dei Santi Fabiano e Sebastiano sono stati attribuiti recentemente a Martin Vinazer il gruppo scultoreo superstite del Santo Sepolcro delle tre Marie (l'Addolorata, Maria Maddalena e Maria di Cleofa).. In località Roa a Castello Tesino nella chiesa della Madonna di Lourdes un Cristo morto deposto dalla croce attribuito al Vinazer di stessa fattura dei Corpi di Cristo di Chiusa e dell'Österreichisches Museum für Volkskunde di Vienna.

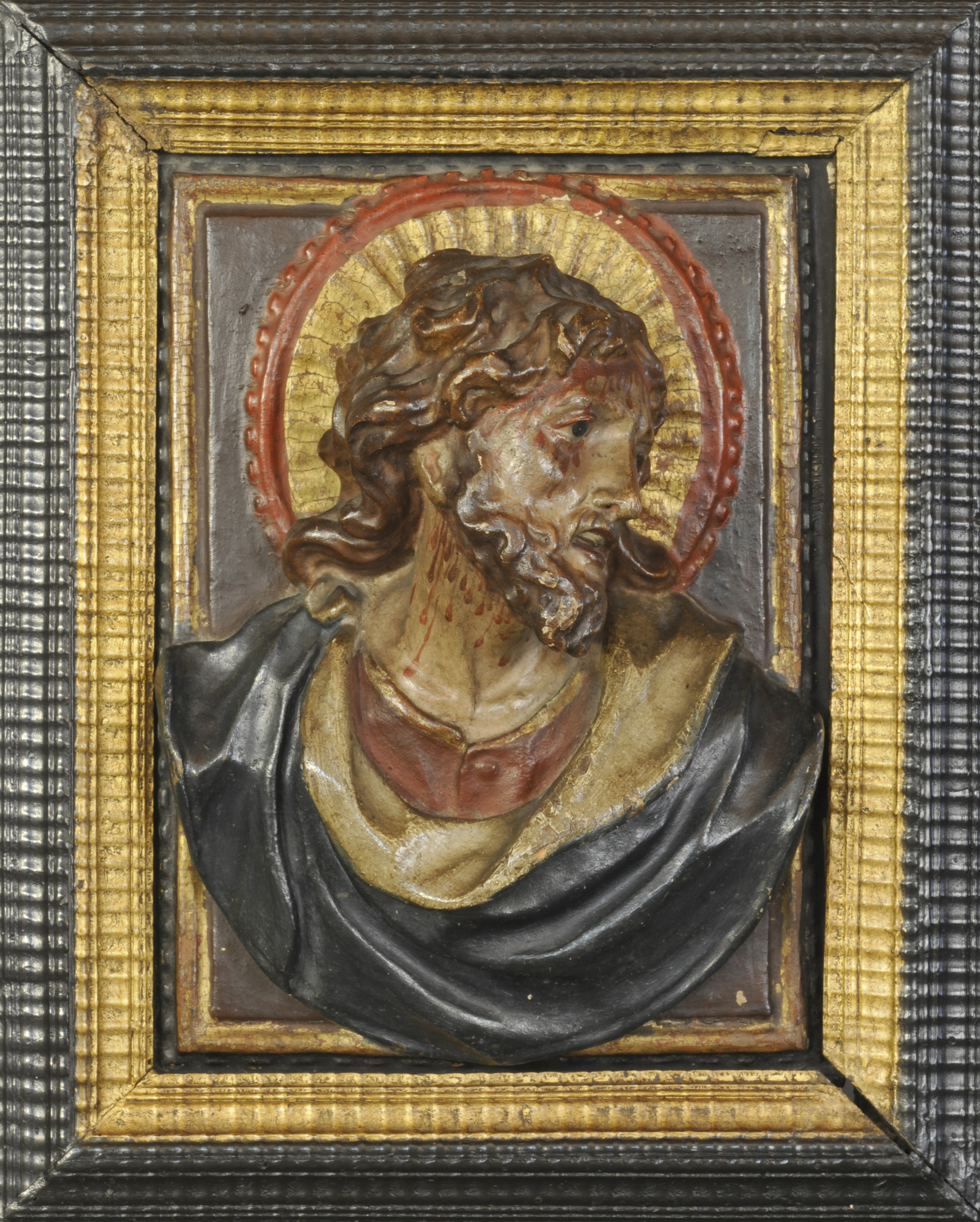
Cristo in bassorilievo intagliato in legno policromo
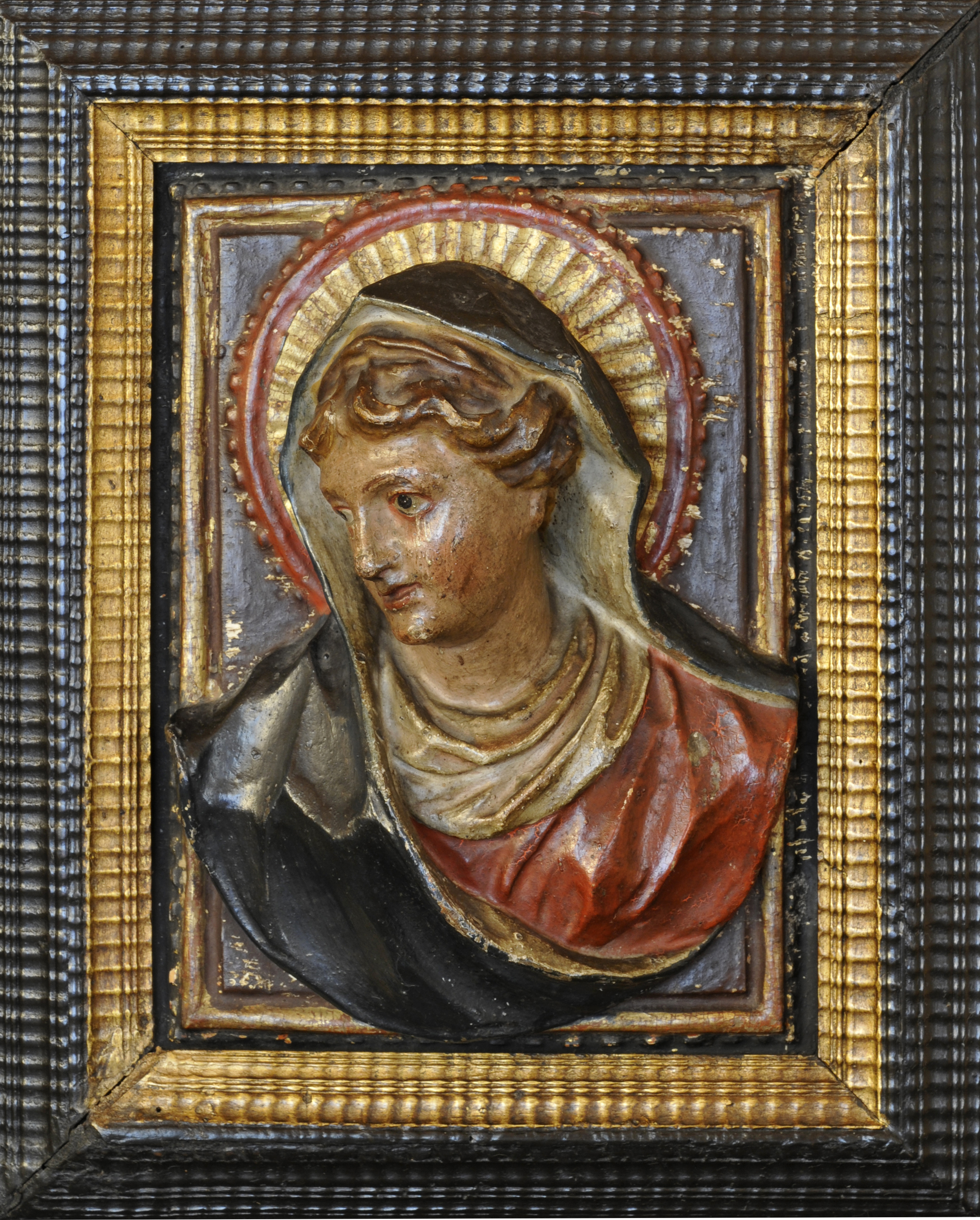
Madonna - coppia datata 1710 e firmata MVF

## Letteratura
- Cirillo Dell'Antonio. Artisti ladini 1580 - 1939. Cristiano Trebinger, Melchiore Vinazer, Domenico Moling, Valentino Rovisi, Domenico Mahlknecht, G. Battista Pettena, Ferdinando Demetz, G. Battista Chiocchetti, Francesco Tavella, G. Moroder-Lusenberg, Giuseppe Iellico, Rodolfo Moroder. Ed. della Scuola D'Arte. Trento 1951.
- Nicolò Rasmo. Recenti contributi a Martino Vinazer: 1674-1744. Cultura Atesina XI, (1957), 1-4, pagg. 156-157.
- Nicolò Rasmo. Gli scultori Vinazer: origini dell'attività scultorea in Val Gardena. Museo della Val Gardena, Ortisei 1989.

## Media
- I Vinazer na familia de scultëures. Regia Lucio Rosa, Testi Josef Unterer, Narratore Paul Demetz. Produzione Studio Film TV, Bolzano 1997. Documentario di 30' in ladino, italiano e tedesco.